# Carl Odhner
Carl August Theophilus Odhner, född 12 maj 1863 i Stockholm, död 11 mars 1919 i Bryn Athyn, Pennsylvania, var en svenskamerikansk präst och teolog.
Carl Odhner var son till amanuensen Teophil Dynamiel Odhner och bror till Willgodt Odhner. Han reste som ung till USA, där han ägnade sig åt lärarverksamhet. Efter långvariga studier i teologi vid Academy of the New Church i Bryn Athyn, och i assyriologi vid University och Pennsylvania 1883–1891 prästvigdes han 1891 i Nya kyrkan och blev 1898 professor i kyrkohistoria i Bryn Athyn. Han besökte Sverige för forskningar rörande Emanuel Swedenborg 1895 och 1910. Odhner var framförallt swedenborgsforskare. Förutom ett par mindre arbeten som A brief account of the life and work of Emanuel Swedenborg, the servant of the Lord (1893) och A brief view of the heavenly doctrines revealed in the theological writings of Emanuel Swedenborg (1903) utgav han det stort upplagda verket Annals of the New Church with a chronological account of the life of Emanuel Swedenborg, varav dock endast en del utkom 1904, omfattande tiden 1688–1850. På John Pitcairns bekostnad ombesörjde han även en ljustrycksupplaga av Swedenborgs teologiska handskrifter, varav första delen utkom 1896 och sedan följdes av ytterligare 17 band. Odhner tillhörde stiftarna av Swedenborg Scientific Association 1898. I 16 år var han redaktör för månadsskriften New Church Life.